# Aerovista
Aerovista é uma fornecedora de serviços de leasing com sede em Dubai, nos Emirados Árabes Unidos.

## Frota
A frota da Aerovista consiste nas seguintes aeronaves (Novembro de 2015):
| Aeronaves       | Em Serviço | Ordens | Passageiros | Notas |
| --------------- | ---------- | ------ | ----------- | ----- |
| Airbus A320-200 | 2          | –      | 120-126     |       |
| Boeing 737-300  | 1          | –      | 142         |       |
| Boeing 737-500  | 1          | –      | 108         |       |
| Total           | 4          | 0      |             |       |